# 洞仙傳
《洞仙傳》，道教神仙傳記，1卷。相傳是見素子撰。
《洞仙傳》最早見於《隋書·經籍志》，未題撰人，共10卷。《舊唐書·經籍志》、《新唐書·藝文志》、《宋史·藝文志》、《通志 ·藝文略》記為見素子所撰。見素子一說是六朝人，又有人認為是唐代女道士胡愔。《洞仙傳》記載自元君到姜伯真等77位神仙事跡，如：徐福、王喬、郭璞、寇謙之等俱載其中。是研究道教神仙的重要文獻。

## 關聯文章
- 歷世真仙體道通鑑